# Здание Министерства иностранных дел Беларуси
Здание Министерства иностранных дел Беларуси — здание в Минске, расположенное по адресу ул. Ленина, 19/10 (улица Кирова). Памятник гражданской архитектуры. Построен в 1979 году архитекторами Л. Левиным, Ю. Градовым и А. Тылевичем как здание Минского горкома Коммунистической партии Белоруссии. В настоящее время в здании размещается Министерство иностранных дел Республики Беларусь.

## Архитектура
Здание имеет пять этажей, в плане объёма с пристроенной переговорной со стороны дворового фасада и лестницей со стороны торцевого фасада. В основе композиции главного фасада — большая арка, объединяющая по вертикали прямоугольные оконные проемы. Здесь симметрию фасада подчеркивает портал главного входа. Планировка — коридор с центральной лестницей и двумя лифтовыми шахтами. Из вестибюля находится вход в овальное в плане вестибюль конференц-зала, который соединен с небольшим внутренним двориком. Нержавеющий дубовый шпон, паркет и декоративная штукатурка используются в интерьере здания.
В 1979—1982 годах художники Геннадий Жарин и Юрий Богушевич написали «Партизаны Минской области», «Возрождённый Минск», «Подземелье Минска», «День Победы» в технике энкаустики и плафон «Минск — город-герой».